# Kabinett Asarow I
Das Kabinett Asarow ist die nach den Präsidentschaftswahlen in der Ukraine 2010 von der Werchowna Rada am 11. März 2010 gewählte Regierung der Ukraine. Die Regierung bestand bis 24. Dezember 2012.
| Amt | Name                      | Partei                                           |
| --- | ------------------------- | ------------------------------------------------ |
| Ministerpräsident                                                                                               | Mykola Asarow             | Partei der Regionen                              |
| Erster Vize-Ministerpräsident                                                                                   | Andrij Kljujew            | Partei der Regionen                              |
| Vize-Ministerpräsident                                                                                          | Borys Kolesnikow          | Partei der Regionen                              |
| Vize-Ministerpräsident                                                                                          | Wolodymyr Semynoschenko   | parteilos                                        |
| Vize-Ministerpräsident                                                                                          | Wolodymyr Siwkowytsch     | Partei der Regionen                              |
| Vize-Ministerpräsident                                                                                          | Wiktor Slauta             | Partei der Regionen                              |
| Vize-Ministerpräsident                                                                                          | Serhij Tihipko            | Starke Ukraine, ab März 2012 Partei der Regionen |
| Vize-Ministerpräsident                                                                                          | Wiktor Tychonow           | Partei der Regionen                              |
| Außenminister                                                                                                   | Kostjantyn Hryschtschenko | Partei der Regionen                              |
| Verteidigungsminister                                                                                           | Mychajlo Jeschel          | Partei der Regionen                              |
| Umweltschutzminister                                                                                            | Wiktor Bojko              | Block Lytwyn                                     |
| Minister für Brennstoffe und Energiewirtschaft                                                                  | Jurij Bojko               | Partei der Regionen                              |
| Minister für Verkehr und Telekommunikation                                                                      | Kostjantyn Jefymenko      | Block Lytwyn                                     |
| Minister für Industriepolitik                                                                                   | Dmytro Koljesnikow        | Partei der Regionen                              |
| Minister für Kultur und Tourismus                                                                               | Mychajlo Kulynjaka        | Partei der Regionen                              |
| Justizminister                                                                                                  | Olexandr Lawrynowytsch    | Partei der Regionen                              |
| Gesundheitsminister                                                                                             | Sinowij Mytnyk            | Partei der Regionen                              |
| Innenminister                                                                                                   | Anatolij Mohiljow         | Partei der Regionen                              |
| Minister für Arbeit und Sozialpolitik                                                                           | Wassyl Nadraha            | Block Lytwyn                                     |
| Minister für Wohnungswirtschaft und kommunale Dienste                                                           | Oleksandr Popow           | Partei der Regionen                              |
| Minister für Landwirtschaftspolitik                                                                             | Mykola Prysjaschnjuk      | Partei der Regionen                              |
| Minister für Familie, Jugend und Sport                                                                          | Rawil Safiullin           | Partei der Regionen                              |
| Minister für Bildung und Wissenschaft                                                                           | Dmytro Tabatschnyk        | Partei der Regionen                              |
| Kabinettsminister                                                                                               | Anatolij Tolstouchow      | Partei der Regionen                              |
| Wirtschaftsminister                                                                                             | Wassyl Zuschko            | parteilos                                        |
| Finanzminister                                                                                                  | Fedir Jaroschenko         | Partei der Regionen                              |
| Minister für Bauwirtschaft und regionale Entwicklung                                                            | Wolodymyr Jazuba          | Partei der Regionen                              |
| Minister für Kohleindustrie                                                                                     | Jurij Jaschtschenko       | Partei der Regionen                              |
| Minister für Katastrophenschutz und Schutz der Bevölkerung vor den Auswirkungen der Katastrophe von Tschernobyl | Nestor Schufrytsch        | Partei der Regionen                              |
| Vorsitzender des Sicherheitsdienstes der Ukraine                                                                | Ihor Kalinin              | ?                                                |